# Wilson Kipketer
|  | Aquest article tracta sobre Wilson Kipketer. Vegeu-ne altres significats a «Wilson Boit Kipketer». |

Wilson Kosgei Kipketer (Kapchemoyiwo, Kenya 1970) és un atleta, ja retirat, especialista dels 800 metres, que competí inicialment per Kenya i posteriorment per Dinamarca, amb la qual aconseguí els seus principals èxits.

## Biografia
Va néixer el 12 de desembre de 1970 a la ciutat de Kapchemoyiwo, població situada a la província de Rift Valley (Kenya).
L'any 1990 es traslladà a Dinamarca a conseqüència d'un intercanvi d'estudiants, i estudià electrònica a la Universitat de Copenhaguen. Establí la seva residència al país escandinau i el 1994 aconseguí obtenir la nacionalitat danesa.

## Carrera esportiva
Destacà interncionalment l'any 1994 a l'obtenir, en el Meeting d'Oslo (Noruega), la segona millor marca mundial de l'any en els 800 metres amb un temps d'1:43.29 segons, tan sols superada pel kenyà Benson Koech (1:43.17 segons)
En el Campionat del Món d'atletisme de 1995 realitzats a Göteborg (Suècia) va aconseguir guanyar la medalla d'or en els 800 metres, i a finals d'any aconseguí la millor marca de l'any de la distància amb un temps d'1:42.87 segons.
Fou el gran favorit per aconseguir guanyar la medalla d'or en els Jocs Olímpics d'estiu de 1996 realitzats a Atlanta (Estats Units), però per un problema burocràtic del Comitè Olímpic Internacional que estableix un període mínim de tres anys amb la nova nacionalitat abans de poder competir pel nou país, exceptuant la conformitat del país d'origen, en uns Jocs Olímpics provocà que no pogués participar-hi. Aquell any, però, no perdé cap carrera i l'1 de setembre en la reunió atlètica de Rieti aconseguí amb una marca d'1:41.83 segons la segona millor marca mundial de tots els temps, a tan sols 10 centèsimes de la plusmarca mundial de Sebastian Coe establerta el 1981.
El 1997 aconseguí batre el rècord del món dues vegades en el Campionat del Món d'atletisme en pista coberta, establint-la en 1:42.67 segons i baten el rècord de Paul Ereng de 1989. El juliol d'aquell any aconseguí igualar el rècord de Sebastian Coe de 1981 a l'aire lliure i el 13 d'agost a Zuric (Suïssa) va establir el nou rècord del món dels 800 metres en 1:41.24 segons. Onze dies més tard aconseguí novament batre la marca i rebaixar-la fins als 1:41.11 segons. Aquell mateix any aconseguí revalidar, així mateix, el seu títol mundial dels 800 meters.
L'any 1998 no fou un bon any per Kipketer, ja que va contraure malària, el que va complicar la seva preparació atlètica. Va participar en el Campionat d'Europa d'atletisme, en la lluita per medalla en la final dels 800 metres va caure i va finalitzar últim de la final.
El 1999 fou derrotat pel sud-africà Johan Botha en al final del Campionat del Món en pista coberta de Maebashi (Japó) per tan sols dues centèsimes. A l'estiu, però, aconseguí novament ser el millor corredor a l'aire lliure, aconseguint a Sevilla (Espanya) el seu tercer títol mundial.
Va participar, als 29 anys, en els Jocs Olímpics d'Estiu de 2000 realitzats a Sydney (Austràlia), on tot i ser el favorit només va aconseguir guanyar la medalla de plata en veure's superat pel campió europeu Nils Schumann en una carrera molt lenta.
Els problemes físics començaren a atacar Kipketer, i l'any 2001 no competí, perdent-se els Mundials d'Edmonton d'aquell any. El 2002, però, aconseguí guanyar la medalla d'or en el Campionat d'Europa d'atletisme al derrotar Schumann i aquell any acabà, per cinquena vegada, primer en la classificació dels 800 metres gràcies a un temps d'1:42.32 segons.
Segon en el Campionat del Món en pista coberta de Birmingham (Regne Unit) l'any 2003, fou quart en el Mundial a l'aire lliure de París. Va participar en els Jocs Olímpics d'Estiu de 2004 realitzats a Atenes (Grècia), on va aconseguir guanyar la medalla de bronze en finalitzar per darrere del rus Yuriy Borzakovskiy i el sud-africà Mbulaeni Mulaudzi.
L'agost de 2005 va anunciar, en la prova atlètica de Mònaco, la seva retirada de l'atletisme.

### Millores marques
| Prova             | Temps   | Seu                    | Data                 |
| ----------------- | ------- | ---------------------- | -------------------- |
| 400 m. llisos     | 46.85   |                        | 1994                 |
| 800 m.            | 1:41.11 | Colònia (Alemanya)     | 24 d'agost de 1997   |
| 800 m. (indoor)   | 1:42.67 | París (França)         | febrer de 1997       |
| 1.000 m. (indoor) | 2:14.96 | Birmigham (Regne Unit) | 20 de febrer de 2000 |
| 1.500 m.          | 3:42.80 |                        | 1993                 |
| milla             | 3:59.57 | Estocolm (Suècia)      | 5 de juliol de 1993  |